# Traidores
Traidores (o Los Traidores) fue una banda de rock uruguayo que nace a mediados de los años '80, en la movida post-dictadura uruguaya (1973-1985). Su separación oficial fue en 1988, y desde entonces el grupo ha tenido reuniones esporádicas hasta la actualidad.

## Historia
Nace en 1983 cuando a Víctor Nattero y Pablo Dana, quienes habían comenzado a tocar juntos, se les unió Juan Casanova (primo de Víctor) y comenzaron a ensayar en sus casas. Pronto se unió en batería Alejandro Bourdillon.
La banda recoge influencias musicales del punk inglés (principalmente de The Clash y Sex Pistols), así como de The Smiths.
El grupo empezó a tocar en vivo y creció, haciendo recitales bastante masivos para el medio local. Los Traidores encabezaron la primera edición del ciclo "Cabaret Voltaire", una reunión de músicos, artistas plásticos y otras ramas del arte joven alternativo del Uruguay. Apareció en el compilado de grupos uruguayos "Graffiti" (Orfeo, 1985), junto a Los Estómagos, Zero, Los Tontos, Neoh 23 y ADN. Allí grabaron dos temas: "La lluvia cae sobre Montevideo" y "Juegos de poder". Para la presentación del disco se hizo un recital en el Teatro de Verano en la Navidad de 1985. Aunque con poca difusión radial u otro tipo de publicidad, más de 5.000 personas se acercaron al lugar para ver a las nuevas bandas.
A esto siguieron una serie de conciertos y la grabación de su primer LP "Montevideo agoniza" (Orfeo, 1986). Este LP no contiene el tema que le da nombre, tampoco "Viviendo en Uruguay", "Buenos días presidente", "Barrio rico" ni "Las noticias nacionales", todos ellas canciones compuestas para salir en este disco. La razón de que estos temas no salieran en el disco no son muy claras, aunque la versión principal habla de una posible censura del disco en caso de que saliera editado con estos temas incluidos. En la edición en CD del disco (hecha en 2007) estas canciones aparecen como "temas extra". La sensación de vitalidad y existencialismo que la banda mostraba en sus presentaciones quedó plasmada en este primer trabajo con temas como "Flores en mi tumba", "Viviana es una reaccionaria", "La muerte elegante", "Solo fotografías", "La lluvia cae sobre Montevideo" y "Juegos de poder".
Tocaron en pequeños lugares, aparecieron en TV, grabaron unos vídeos ("La muerte elegante", "Juegos de poder" y "Sólo Fotografías") y se presentaron en grandes conciertos al aire libre: Velódromo Municipal (4.000 personas), Teatro de Verano (6.000 personas) y el cierre de la última noche de Montevideo Rock I (Rural del Prado), festival en el que participaron Sumo, Fito Páez, La Torre y Legión Urbana, entre otros, ante 15.000 espectadores.
En 1987, pasado el auge del rock nacional, los Traidores sobreviven y se transforman en quinteto (Caio Martínez en teclados es la incorporación). Así lanzan su segundo trabajo, con un sonido más depurado que le permitió alcanzar otras audiencias. El disco, grabado en Buenos Aires, se llamó "En cualquier parte del mundo" (Orfeo, 1987). Y de esta placa se recuerdan temas como "Nadie alrededor", "Perros callejeros", "Profunda medianoche" y "Tango".
En febrero de 1988 comparten cartel con las bandas más importantes de Brasil, Argentina y Chile en la segunda parte del Montevideo Rock (Estadio Luis Franzini). En ese año graban su tercer disco "Traidores" (Orfeo, 1988), conocido como el "disco negro". Durante la grabación del disco hubo desacuerdos musicales y personales entre los integrantes de la banda, lo que provocó que el disco no fuese terminado de buena manera. Sin embargo algunas canciones se recuerdan de este disco como "Hojas en blanco", "Palabras en un papel", "Tango 'Teatros nocturnos'" e "Historia de la calle".
También se editó una recopilación que recogió parte del Montevideo Rock II, para la cual Traidores registró en vivo uno de sus temas prohibidos años atrás, "Montevideo agoniza". Luego de esto el grupo decide separarse.

### Primer regreso
Pasaron tres años y el 25 de octubre de 1991 tocaron en La Factoría, ante 1000 personas, con entradas totalmente agotadas. El retorno quedó registrado en un álbum en vivo: "La lluvia ha vuelto a caer" editado al año siguiente. El grupo volvió como cuarteto, con Nattero en guitarra, Casanova en voz, Marcelo Oliveira en la batería y un nuevo bajista: Daniel Bonilla.
En 1994 sorpresivamente se presentaron en TV y cerrando el ciclo del programa Control Remoto (Canal 10), para confirmar oficialmente la edición de un nuevo disco en estudio, "Radio Babilonia". Por estas fechas incorporaron a Daniel Jacques en el bajo y a Andrés Arrillaga en la batería. 
En agosto de 1995 salió a la calle "Radio Babilonia" el disco que marcaba una nueva etapa. Fue el primer disco de la banda editado en formato CD, y obtuvo una importante repercusión en público, prensa y ventas. De este disco grabaron un vídeo del tema "Radio Babilonia (enlace roto disponible en Internet Archive; véase el historial, la primera versión y la última)." y otro de una versión de "Flores en mi tumba". Las canciones más recordadas de este disco son:
- Radio Babilonia
- Máquina
- Como una plegaria (por América del Sur)
- Enemigo del mundo
- Derribando puertas
- Pasajero de un tren

En 1996 Víctor Nattero se va Buenos Aires y la banda detiene sus actividades.

### Segundo regreso
Vuelven en 1998 el primer día del Festival Internacional Rock en R.O.U. tocando frente a 6000 personas en el Teatro de Verano en el mes de marzo. En este evento participaron también Illya Kuryaki, Ratones Paranoicos, Man Ray, Pappo, Attaque 77, El Peyote Asesino y 2 Minutos, entre otros.
En abril participaron en la segunda edición del festival "Rock de acá", compartiendo escena con La Renga y Fernanda Abreu, entre otros, en el Teatro de Verano.
En junio de 1998 y luego de casi diez años, vuelve Pablo Dana a encargarse del bajo; Traidores recupera el trío compositivo y musical de sus tres primeros álbumes, e incorporan a Roberto Rodino en la batería.
En el Teatro El Galpón durante los meses de julio y agosto de 1998, con cuatro funciones a sala llena, totalizando 2400 espectadores; el grupo presenta un espectáculo acústico en vivo que sale en su siguiente álbum "Traidores en la profunda noche".
Durante el resto de 1998 Traidores presentó su show acústico en un clima más íntimo en diversos pubs de Montevideo y del interior. Y realizaron otros recitales eléctricos, como en el que acompañaron a Divididos ante un Teatro de Verano a pleno. Una vez más la banda hace un alto en su carrera.

### Tercer regreso
En julio de 2000 Los Traidores anuncian su vuelta con nuevas canciones. A los fundadores Nattero y Casanova, se sumó nuevamente Daniel Jacques en el bajo y Fernando Alfaro(músico uruguayo) se hizo cargo de la batería. En octubre se presentan en el Teatro de Verano, registrando el recital para la edición del tercer disco en vivo de la banda, el CD llamado "Traidores en vivo y en directo", fue editado a fines de aquel año en forma independiente.
En agosto de 2001 la banda se presenta en vivo, frente a más de 1000 personas, en un repleto boliche "Black" adelantando los temas de "Primavera digital", su octavo disco. Luego de un largo tiempo preparando la grabación, esta se realizó en los últimos meses del 2002, editándose el disco en 2003, por el sello Koala Récords. El CD incluye doce temas de Traidores y una versión de "El hombre de la calle" de Jaime Roos.
Luego vuelven a separarse.

### Cuarto regreso
Pasaron siete años donde el rock uruguayo ha tenido un notable crecimiento tanto en público como en variedad y calidad de los espectáculos. En un año marcado por el regreso de El Peyote Asesino para despedirse definitivamente, donde el El Cuarteto de Nos toca por primera vez en un Pilsen Rock (Uruguay) luego de 6 años; Traidores volvió el 12 de diciembre al escenario donde más veces se los vio tocar, el Teatro de Verano de Montevideo. El regreso fue fundamentalmente gracias al apoyo de la gente, la cual pedía encarecidamente que volvieran a tocar. La Vela Puerca que regresó tras dos años de ausencia en la capital (si bien se presentó en Rocha a comienzos de 2009), fue la banda que brindó las condiciones para el festival y el regreso de los Traidores. También estuvo Santullo presentando su proyecto personal.
En 2011 se presentan el 15,16,17 y 23 de julio en La Trastienda, con entradas agotadas. De dichas actuaciones, se filmó el primer DVD de la banda, Montevideo Agoniza - 25 años. Una edición doble CD+DVD, que finalmente el 7 de marzo de 2012 salió a la venta a través del sello Bizarro Récords.

### Regreso 2023
El 3 de junio de 2023 realizan un recital en la Sala del Museo del Carnaval con entradas agotadas.
Además de Juan Casanova y Víctor Nattero, la banda fue conformada por Luis Angelero (guitarra), Nicolás Rodríguez (batería) y Migue Nieto (bajo).

## Discografía

### Discos de estudio
- Montevideo Agoniza (Orfeo, 1986, reeditado por Bizarro Records. 2007)
- En cualquier parte del mundo (Orfeo. 1987)
- Traidores (Orfeo. 1988)
- Radio Babilonia (Monitor. 1995)
- Primavera Digital (Koala Records. 2002)

### En vivo
- La lluvia ha vuelto a caer (Orfeo. 1992)
- En la profunda noche (Koala Records. 1998)
- Traidores en vivo y en directo (A. N. Producciones. 2000)

### Colectivos
- Graffiti (Orfeo. 1985)
- Rock Uruguayo Vol.2 (Orfeo. 1986)
- Montevideo Rock (Orfeo. 1987)
- Rock en el Palacio (Orfeo. 1987)
- En vivo: Montevideo Rock II (Orfeo. 1988)
- Extrañas visiones (Orfeo. 1996)

## DVD
- Montevideo agoniza - 25 años (Bizarro Records. 2012)

## Temas versionados
Juegos de poder fue versionada en el EP Radio 2005 por RADICAL, banda integrada por Rodrigo Costas (ex Amables Donantes) en voz y Gabriel Brikman (ex Chopper) (guitarra y producción del álbum). En ese trabajo participaron Gabriel Barbieri (bajo) y Santiago Cabakian (batería). RADICAL introdujo innumerables variantes dándole más energía al tema, así como a Descerebraitor (Chicos Eléctricos), No pienses más (Neoh 23), La solución (Los Estómagos) y La mugre de tus orejas (La Tabaré Riverock Banda). El trabajo fue reconocido con el Premio Grafiti año 2006 en la categoría mención mejor álbum de heavy metal.
Bailando en la oscuridad fue versionada por Trotsky Vengarán en el disco Volumen 10.

### Temas versionados en vivo
Maquina fue versionada en vivo por La Vela Puerca en conjunto con Juan Casanova en el festejo de los 10 años de La Vela Puerca en el Velódromo Municipal de Montevideo el sábado 26 de noviembre de 2005.
Flores en mi tumba fue versionada en vivo por Juan Casanova como invitado en el recital de La Vela Puerca y No Te Va Gustar el sábado 11 de octubre de 2008 en el Estadio Charrúa de Montevideo frente a más de 20.000 personas.
La Lluvia Cae Sobre Montevideo fue versionada por el El Peyote Asesino en el Pilsen Rock (Uruguay) el domingo 22 de marzo de 2009.